# Comte de Perth

Blason du comte de Perth.

Comte de Perth (Earl of Perth) est un titre de la pairie d'Écosse transmis dans la famille Drummond.

## Seigneurs de Cargill
John Drummond est fait Lord of Parliament (en) par le roi Jacques III d'Écosse en 1487 ou 1488.
- 1487-1519 : John Drummond (en)
- 1519-1571 : David Drummond, arrière-petit-fils du précédent
- 1571-1600 : Patrick Drummond (en), fils du précédent
- 1600-1605 : James Drummond, fils du précédent

James Drummond est fait comte de Perth par le roi Jacques VI en 1605.

## Comtes de Perth
- 1605-1611 : James Drummond
- 1611-1662 : John Drummond (en), frère du précédent
- 1662-1675 : James Drummond (it), fils du précédent
- 1675-1715 : James Drummond, fils du précédent

En 1701, James Drummond est fait « duc de Perth » par le prétendant jacobite au trône d'Angleterre Jacques François Stuart. Ce titre n'est pas reconnu par les autorités effectives du royaume. Drummond est déchu de ses titres en 1715 pour son soutien au soulèvement jacobite de 1715.

## Ducs de Perth (pairie jacobite)
Ce titre n'est pas reconnu dans la pairie d'Écosse, puis de Grande-Bretagne et enfin du Royaume-Uni. Cependant, en 1783, James Drummond obtient d'être rétabli dans son domaine, confisqué après le soulèvement jacobite de 1745. Il est créé « Lord Perth, baron Drummond de Stobhall » par le roi Georges III en 1797.
- 1701-1716 : James Drummond
- 1716-1720 : James Drummond, fils du précédent
- 1720-1746 : James Drummond (en), fils du précédent
- 1746-1747 : John Drummond (en), frère du précédent
- 1747-1757 : John Drummond, oncle du précédent
- 1757-1760 : Edward Drummond, frère du précédent
- 1760-1781 : James Lundin (Drummond) (1707-1781), petit-neveu du premier duc
- 1781-1800 : James Drummond (1744-1800), fils du précédent
- 1800-1800 : James Louis Drummond (1750-1800), arrière-petit-neveu du premier duc
- 1800-1840 : Charles Edouard Drummond (1752-1840), frère du précédent (l'« abbé de Melfort »)
- 1840-1853 : George Drummond (1807-1902), neveu du précédent

En 1853, le Comité des privilèges de la Chambre des Lords annule la décision de 1715 et reconnaît George Drummond comme « 5e comte de Perth » (ignorant donc la succession jacobite).

## Comtes de Perth
- 1853-1902 : George Drummond
- 1902-1937 : William Huntly Drimmond (de) (1871-1937), descendant d'une autre branche de la famille
- 1937-1951 : James Eric Drummond (1876-1951), demi-frère du précédent
- 1951-2002 : John David Drummond (en) (1907-2002)
- 2002-2023 : John Eric Drummond (1935-2023)[1]
- 2023- : James David Drummond (né en 1965), vicomte Strathallan